# ناحیه لحمر
ناحیه لحمر (به عربی: دائرة لحمر) یک ناحیه در الجزایر است که در استان بشار واقع شده‌است.

## خصوصیات
ناحیه لحمر ۳٬۲۲۰ کیلومترمربع مساحت و ۳٬۵۷۴ نفر جمعیت دارد.